# Psychoanalytische Pädagogik der Schule
Die Psychoanalytische Pädagogik der Schule versteht sich als eine eigene Disziplin, die sich im Rahmen der Psychoanalytischen Pädagogik den speziellen Anforderungen an die Gestaltung von Lern- und Bildungsprozessen in der Schule stellt. Die Konzeptbildungen der Psychoanalytischen Pädagogik der Schule lassen sich zum einen abgrenzen von der allgemeinen Schulpädagogik und psychoanalytisch orientierten Ansätzen in der Sonderpädagogik, Behindertenpädagogik und Sozialpädagogik, zum anderen von klinischen Anwendungen der Psychoanalyse in der Kinder- und Jugendlichenpsychotherapie.

## Geschichte und Selbstverständnis
Pioniere der Psychoanalytischen Pädagogik, die sich bereits mit schulischen Bildungsprozessen befasst haben, waren August Aichhorn, Siegfried Bernfeld, Fritz Redl, Bruno Bettelheim und Hans Zulliger. Sie blieben mit einem praxeologisch fundierten Verständnis von „Heilen und Forschen“ noch weitgehend den Forderungen Freuds und einer kritischen Haltung gegenüber herkömmlichen pädagogischen Praxen verpflichtet. Die disziplinäre Ausdifferenzierung in Praxisfelder und Anwendungen der Psychoanalyse auf pädagogische Arbeitsfelder war in den Anfängen der Psychoanalyse noch kein zentrales Thema. Erst die nach dem Zweiten Weltkrieg einsetzende Diskussion in der DGfE-Kommission „Psychoanalytische Pädagogik“ (1983–1989) erkannte die Notwendigkeit, das Verständnis der Disziplinen in unterschiedlichen Praxen und die erforderlichen Spezifizierungen zu klären.
Mit Blick auf die geforderte „Dignität der Praxis“, also der Notwendigkeit, die Eigendynamik von Praxisfelder in der Theorie ausreichend zu würdigen, schärfte sich in den 1980er Jahren der Blick dafür, dass die Anwendung der Psychoanalyse auf Pädagogik die Möglichkeiten und Potenziale einer Psychoanalytischen Pädagogik der Schule noch nicht erschließen konnte. Die Publikationen aus früheren Jahren entwickelten eher Züge einer pädagogischen Therapeutik. Die Konzepte zu einer spezifisch psychoanalytisch-pädagogischen „Unterrichtskultur“ und zu einer daran anknüpfenden „psychoanalytisch-pädagogischen Lehrerbildung“ erfolgten erst nach 2010.

## Institutionalisierung
In den Jahren 2001 bis 2005 erarbeitete der „Arbeitskreis für psychoanalytische Pädagogik der Schule (ApPS e. V.)“ in Kooperation mit der „Münchner Arbeitsgemeinschaft für Psychoanalyse (MAP e. V.)“ ein Curriculum zu einer psychoanalytisch-pädagogisch orientierten Lehrerbildung und machte dieses in Seminaren, Workshops und Vorträgen auf öffentlichen Tagungen für Lehrkräfte aller Schularten nutzbar. Auf einer Tagung der DGfE-Kommission „Psychoanalytische Pädagogik“ vom 20. bis 22. November 2009 an der Pädagogischen Hochschule Heidelberg zum Thema „Schule als Bildungsort und emotionaler Raum“ wurden Fragen der „Unterrichtsgestaltung“ und „Schulkultur“ ebenso behandelt wie die, wie Schüler Schule und Lehrer erleben.

## Schulische Bildungsprozesse
Die Psychoanalytische Pädagogik der Schule arbeitet an der Erweiterung und Vertiefung des Verständnisses von schulischen Lern- und Bildungsprozessen:
- durch Einbeziehung des Dynamischen-Unbewussten in die situative Heuristik von Lehrpersonen in ihrer pädagogischen und didaktischen Alltagspraxis;
- durch Beachtung der Affektregulierungsprozesse und ihrer Berücksichtigung für Lernen, Erfahrungsbildung und Subjektbildung in Prozessen der Mentalisierung;
- durch eine beziehungsanalytische Sicht auf Konfliktpotenziale in den intersubjektiven Feldern, die sich im Unterricht und in der Schule ergeben;
- durch Anerkennung und Beachtung der in der Latenzzeit und in der Adoleszenz sich bildenden Entwicklungsbedürfnisse der Schüler;
- durch ein Verständnis des Unterrichts als Setting, Rahmen und Prozess, in dem Wissensvermittlung stets auf eine entsprechende Rationalität des Settings angewiesen ist, um den Bildungsauftrag zu erfüllen;
- durch ein Verständnis der Lehrerrolle, das sich zum Risiko der Verbundenheit mit den Schülern hin öffnet, so dass Probleme der Inklusion und Heterogenität im Kontext von Übertragung und Gegenübertragung eine nachhaltig wirksame Lösung finden können;
- durch psychoanalytisch-pädagogische Konzepte zu Wahrnehmung, Reflexion und Erfahrungsbildung in der Lehrerbildung, die eine aufgeklärtes Verständnis von der „Vernunft des Settings“ begründen können.

## Theorie und Praxis
In einem Diskurs über Grundlagen einer interdisziplinär sich begründenden Psychoanalytischen Pädagogik der Schule müssen die Prämissen der psychoanalytischen Methode und Elemente des psychoanalytischen Settings in ihrer Bedeutung für die Situation im Unterricht in ihrem Zusammenhang mit schulischen Lern- und Bildungsprozesse modifiziert werden. So ist das zentrale Konzept von Übertragung und Gegenübertragung für das Arbeitsfeld Schule anders zu definieren als im klinischen Kontext, und auch Begriffe wie die einer gleichschwebenden Aufmerksamkeit, der Rêverie oder des Containings müssen für den schulischen Kontext noch einmal neue reflektiert und definiert werden.
Die konzeptionellen Annahmen und die spezifische Begriffsarchitektur einer psychoanalytischen Pädagogik der Schule als einer eigenständigen Disziplin wurden für die Praxis zunächst auf Erfahrungen mit Fallbeispielen bezogen und unter Einschluss der pädagogischen Erfahrungsbildung in Form theoretischer Konzepte weiter entwickelt. Den Referenzrahmen hierzu bildeten u. a. die Vorannahmen, dass das Unterrichten als ein intersubjektiver Prozess zu begreifen ist, dessen dynamisch-unbewusste Dimension in den Lern- und Erfahrungsprozessen der Schüler Berücksichtigung finden muss. Als metatheoretische Grundlagen für ein praxeologisches Denken in der Psychoanalytischen Pädagogik der Schule lassen sich dann reflexionsphilosophische, erkenntnistheoretische, ethische, forschungsmethodologische, neurobiologische und soziologische Konzepte benennen.
Insgesamt entwickelte die Psychoanalytische Pädagogik der Schule damit ein Gegenmodell zum erziehungswissenschaftlichen Modell der empirischen Bildungsforschung.
In einer praxeologischen Sicht ergaben sich für die Konzepte einer Psychoanalytischen Pädagogik im spezifischen Praxisfeld von Schule und Unterricht folgende grundlegenden Orientierungen:
- Die Rolle der „gleichschwebenden Aufmerksamkeit“[10] und der „Reverie“[11] muss in ihrer Bedeutung für pädagogische und didaktische Praxis neu erschlossen werden.
- Die Funktion emotionaler Erfahrungsbildung für Bildungsprozesse des Selbst, wie sie von Klein[12] und Bion[13] dargestellt wurde, muss für Lernprozesse und insbesondere für Mentalisierung[14] im Unterricht geklärt werden.
- Die Probleme der Handhabung von Übertragung und Gegenübertragung im Sinne der psychoanalytischen Konzeption[15] müssen in ihrer spezifischen Dynamik in pädagogischen Beziehungsfeldern und in ihrer Bedeutung für didaktische Gestaltungsprozesse analysiert werden.
- Die Dynamik unbewusster Grundannahmen, wie sie Bion für die Bildung und Dynamik von Gruppen beschrieben hat,[16] müssen in ihrer Bedeutung für Schulklassen ebenso erforscht werden wie die Bedeutung der Containerfunktion für das Lernen in Gruppen als eine Prozessebene, die alle Lernprozesse im Unterricht begleitet.
- Das Konzept vom Möglichkeitsraumes im Sinne von Winnicott[17] eröffnet auch dem schulischen Unterricht eine wesentliche, bisher zu wenig beachtete Dimension für Bildungsprozesse.

In einer interdisziplinären Perspektivierung wurden durch Fallanalysen neue Konzepte entwickelt, die einer psychoanalytischen Pädagogik der Schule neue Einsichten erschließen.

## Unterrichtskultur
Nach Auffassung der psychoanalytischen Pädagogik der Schule müssen Lehrkräfte sich auf die affektiven und weitgehend unbewussten Dramen im Unterricht mit Lernenden einlassen. Spezifische Settings unterstützen deshalb die Professionalisierung, um ein psychoanalytisch-pädagogisches Verständnis und einen entsprechenden Kompetenzerwerb in der Lehrerbildung zu fördern. Probleme der Wahrnehmung, des sprachlichen Handelns und die Arbeit mit Übertragung und Gegenübertragung in Konflikten mit Schülerinnen und Schülern stehen dabei im Mittelpunkt.
Die zweckrationalen Konzepte zum Lehrerhandeln gehen von der Annahme aus, dass Lehrer „unter Zeitdruck“ handeln. Die psychoanalytische Pädagogik der Schule folgt diesem Zeitbegriff nicht, sondern geht von dem Grundsatz aus, dass das Unbewusste „zeitlos“ sei und dass frühe Konflikte durch den Wiederholungszwangs das Erleben und Verhalten in der Schule mit beeinflussen können. Insbesondere für die Subjektbildung in der Adoleszenz könnten die psychoanalytischen Kenntnisse Schlüssel für das pädagogische Verstehen werden.
Die psychoanalytische Pädagogik der Schule unterscheidet zwischen zwei sich ergänzenden Zugangsweisen zur Unterrichtswirklichkeit:
1. einem Verständnis von Unterricht als einem zweckrationalen Geschehen,
2. und einem Unterricht, der sich als psychische Wirklichkeit und als symbolische Ordnung ereignet.

Das Konzept des Spielraumes, also eines „intermediären Raumes“ im pädagogischen Bezugsfeld, erfordere den Wechsel der Wahrnehmung zwischen der Beobachtung von Tatsachen und der Einfühlung in die psychische Realität, um emotionale Erfahrungen zu ermöglichen.

### Lehrerbildung
Erste Hinweise auf die Probleme einer psychoanalytisch-pädagogisch ausgerichteten Lehrerbildung lieferte Hofmann (1985). Die Bedeutung des szenischen Verstehens von Alfred Lorenzer für die Lehrerbildung behandelt Würker (2007) aus der Sicht einer psychoanalytisch orientierten Selbstreflexion. Strikt an der Begriffsarchitektur von Jacques Lacan orientiert, versucht Weber (2015) Fragen des Wissens in der Lehrerbildung zu analysieren.

## Glossar
Ein Glossar zur Psychoanalytischen Pädagogik der Schule enthält H. Hirblinger (2011) „Unterrichtskultur (2): Didaktik als Dramaturgie im symbolischen Raum“ (S. 345–430).

### Klassiker und Schriften vor 2000
- Sigmund Freud: Ratschläge für den Arzt bei der psychoanalytischen Behandlung. In: Sigmund Freud: Studienausgabe. Fischer, Ergänzungsband. Frankfurt am Main 1975, ISBN 3-10-822711-4, S. 169–180.
- Friedrich Schleiermacher: Theorie der Erziehung. Vorlesungen aus dem Jahr 1826 (Nachschriften). In: E. Lichtenstein (Hrsg.): Ausgewählte pädagogische Schriften. Schöningh, Paderborn 1983, ISBN 3-506-78350-5, S. 36–243.
- Günther Bittner, Christoph Ertle (Hrsg.): Pädagogik und Psychoanalyse. Beiträge zur Geschichte, Theorie und Praxis einer interdisziplinären Kooperation. Königshausen & Neumann, Würzburg 1985, ISBN 3-88479-210-5.
- Wilfred R. Bion: Attention and Interpretation. London 1970; Aufmerksamkeit und Deutung. edition discord, Tübingen 2006, ISBN 3-89295-765-7.
- Wilfred R. Bion: Learning from Experience. London 1961; Lernen durch Erfahrung. Suhrkamp, Frankfurt am Main 1990, ISBN 3-518-58055-8.
- Reinhard Fatke, Horst Scarbath (Hrsg.): Pioniere Psychoanalytischer Pädagogik. Peter Lang, Frankfurt am Main 1995, ISBN 3-631-48334-1.
- Melanie Klein: Die Bedeutung der Symbolbildung für die Ich-Entwicklung. In: Das Seelenleben des Kleinkindes. Klett, Stuttgart 1983, ISBN 3-608-95107-5, S. 36–54.
- Mario Muck: Psychoanalyse und Schule. Grundlagen, Situationen, Lösungen. Klett, Stuttgart 1980, ISBN 3-12-925511-7.
- Heinrich Racker: Übertragung und Gegenübertragung. Studien zur psychoanalytischen Technik. Ernst Reinhardt, München 1982, ISBN 3-497-01006-5.
- Donald W. Winnicott: Übergangsobjekte und Übergangsphänomene. In: Vom Spiel zur Kreativität. Klett-Cotta, Stuttgart 1979, ISBN 3-12-908720-6, S. 10–36.

### Einführungen und Studien
- Margit Datler: Die Macht der Emotionen im Unterricht. Psychosozial-Verlag, Gießen 2012, ISBN 978-3-8379-2186-1.
- Peter Fonagy, György Gergely, Elliot L. Jurist, Mary Target: Affektregulierung, Mentalisierung und Entwicklung des Selbst. Klett-Cotta, Stuttgart 2004, ISBN 3-608-94384-6.
- Volker Fröhlich, Rolf Göppel (Hrsg.): Was macht die Schule mit den Kindern? – Was machen die Kinder mit der Schule. Psychoanalytisch-pädagogische Blicke auf die Institution Schule. Psychosozial-Verlag, Gießen 2003, ISBN 3-89806-221-X.
- Maria Fürstaller, Wilfried Datler, Michael Wininger (Hrsg.): Psychoanalytische Pädagogik: Selbstverständnis und Geschichte. Barbara Budrich, Berlin 2015, ISBN 978-3-8474-0192-6.
- Rolf Göppel, Annedore Hirblinger, Heiner Hirblinger, Achim Würker (Hrsg.): Schule als Bildungsort und „emotionaler Raum“. Der Beitrag der Psychoanalytischen Pädagogik zu Unterrichtsgestaltung und Schulkultur. Barbara Budrich, Opladen 2010, ISBN 978-3-86649-354-4.
- Heiner Hirblinger: Erfahrungsbildung im Unterricht. Die Dynamik unbewusster Prozesse im unterrichtlichen Beziehungsfeld. Juventa Verlag, Weinheim 1999, ISBN 3-7799-1060-8.
- Heiner Hirblinger: Unterrichtskultur. Band 1: Emotionale Erfahrungen und Mentalisierung in schulischen Lernprozessen. Band 2: Didaktik als Dramaturgie im symbolischen Raum. Psychosozial-Verlag, Gießen 2011, ISBN 978-3-8379-2079-6.
- Heiner Hirblinger: Grundlagen und Sichtweisen einer psychoanalytischen Pädagogik der Schule. In: Enzyklopädie Erziehungswissenschaft Online. (EEO), Fachgebiet Psychoanalytische Pädagogik in unterschiedlichen Praxisfeldern. Juventa-Beltz, 2012.
- Heiner Hirblinger: Lehrerbildung in psychoanalytisch-pädagogischer Perspektive. Grundlagen für Theorie und Praxis. Psychosozial-Verlag, Gießen 2017, ISBN 978-3-8379-2656-9.
- Heiner Hirblinger: Psychoanalytisch-pädagogische Kompetenzen für die Lehrerbildung. Wahrnehmung, sprachliches Handeln und Erfahrungsorganisation. Psychosozial-Verlag, Gießen 2018, ISBN 978-3-8379-2657-6.
- Jean-Marie Weber, Julia Strohmer: Der Bezug zum Wissen in der Lehrerbildung: Eine psychoanalytische Studie zu Transformationen im Ausbildungsprozess (Pädagogik). Frank & Timme, Berlin 2015, ISBN 978-3-7329-0081-7.
- Achim Würker: Lehrerbildung und szenisches Verstehen. Professionalisierung durch psychoanalytisch orientierte Selbstreflexion. Schneider-Verlag, Baltmannsweiler 2007, ISBN 978-3-8340-0163-4.